# Interestatal 380 (California)
La Interestatal 380 (abreviada I-380) es una autopista interestatal ubicada en el estado de California. La autopista inicia en el Oeste desde la I 280     en San Bruno hacia el Este en la US 101     en South San Francisco. La autopista tiene una longitud de 2,7 km (1.670 mi).

## Mantenimiento
Al igual que las carreteras estatales, las carreteras federales, la Interestatal 380 es administrada y mantenida por el Departamento de Transporte de California por sus siglas en inglés Caltrans.

## Cruces
La Interestatal 380 es atravesada principalmente por la  SR 82     en San Bruno.
| Localidad | Miliario | Salida | Destinos                                                 | Notas                                                                         |
| --- | -------- | ------ | -------------------------------------------------------- | ----------------------------------------------------------------------------- |
| San Bruno | T4.70    | 5      | I 280 (Junipero Serra Freeway) – San Francisco, San José | Salida Oeste y entrada Este; Señalizadas como salidas 5A (norte) and 5B (sur) |
| San Bruno | 5.47     | 5C     | SR 82 (El Camino Real)                                   | Señalizada como la Salida 5 en sentido Este                                   |
| San Bruno | 6.37     | 6      | US 101 (Bayshore Freeway) – San José, San Francisco      | Señalizadas como salidas 6A (sur) y 6B (norte) en sentido este                |
| South San Francisco | 6.76     | 7      | South Airport Boulevard                                  | Salida Este y entrada Oeste                                                   |
| South San Francisco | 6.76     |        | North Access Road                                        | Salida Este y entrada Oeste                                                   |
| 1.000 mi = 1.609 km; 1.000 km = 0.621 mi Cerrada/Antigua • Terminal concurrente • Acceso incompleto • Propuesta/Sin abrir |          |        |                                                          |                                                                               |